# LED背光液晶顯示電視

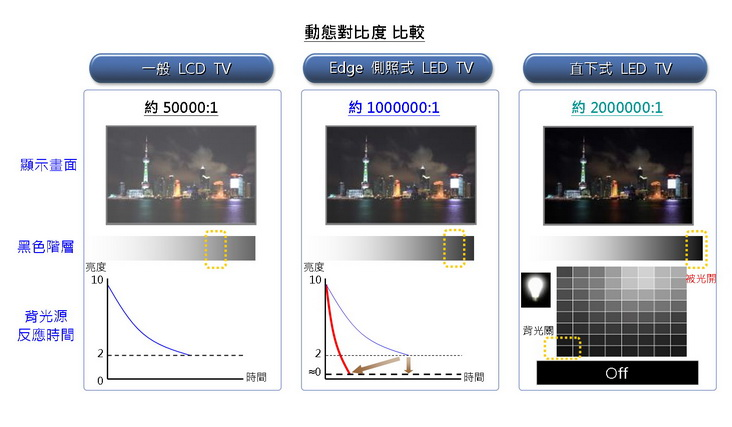
圖1.

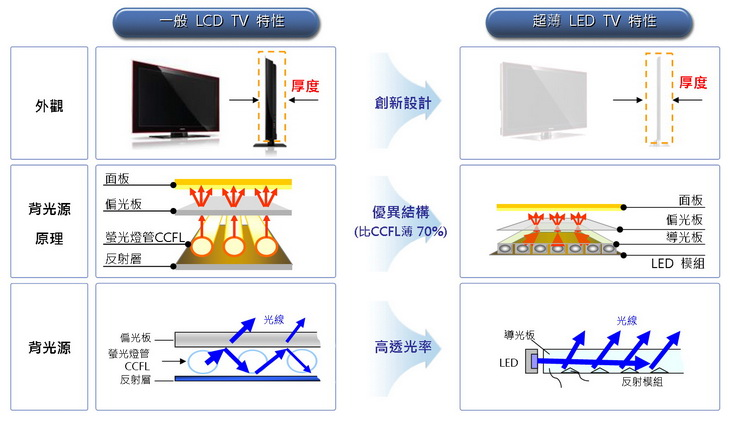
圖2.

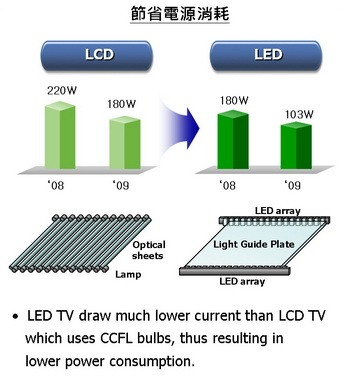
圖3.

LED背光液晶顯示電視（LED-backlit LCD television），是使用發光二極體（LED）作為背光源的液晶顯示電視。部分电视机生产廠商，如三星、松下、东芝、飞利浦、乐金及索尼等将其稱为LED電視（LED TV），但此並不是指使用發光二極管做為圖像顯示的電視。同樣LED背光液晶顯示器被簡稱為LED顯示器（LED Monitor）。
隨著發光二極管电视市場競爭日趨激烈，加上發光二極管應用逐漸成熟，各家電視廠商紛紛積極導入發光二極管背光液晶顯示電視，企圖在家用電視改朝換代之際能夠拔得頭籌。

## 發光二極管背光技術種類
發光二極管背光技術可分為直下式（direct back-lit （页面存档备份，存于）或 full LED array back-lit, DLED）與側照式（edge LED back-lit （页面存档备份，存于）, ELED）兩種，而當中直下式所使用的發光二極管有分為白光發光二極管與紅、綠、藍三色發光二極管兩種。

### 直下式發光二極管背光技術
直下式發光二極管背光技術是把多枚發光二極管排成陣列，放在散光片及LCD後面，直接照射LCD。如此，直下式可以依從畫面不同部份的光度變化，快速地微調發光二極管的明暗，大為提高動態對比度達至等離子顯示器的水平。缺點也就是需使用數量較多的發光二極管，耗電、體積厚、價格較高。
直下式發光二極管背光所使用的有白光發光二極管，也有使用紅、綠、藍三種單色發光二極管（RGB LED）的，使用RGB LED可以有更闊光頻譜，也即有更廣色域。

### 側照式發光二極管背光技術
側照式發光二極管背光技術是把白光發光二極管放在LCD的四邊，LCD後有一與LCD大小相近的反光片，發光二極管從LCD與反光片之間的縫中照進去，反光片上特別設計的微紋能把LED照來的光作90°反射後照向LCD的背部。此等反射片精細得在不需散光片的情況下也能使發光二極管的光平均地分佈地照到LCD背部。
相對RGB LED，白光發光二極管較為耗電，加上反光片有損耗及LED照射角等因素，側照式LED原先的耗電會較高，但因為沒有散光片，省去了散光片的損耗，側照式LED背光的耗電可以做到與直照式同級。
側照式可以比直下式做的更輕薄，但色域及對比度都不及直下式。
以往側照式發光二極管背光不能依從畫面不同部份的光度變化快速地調整光度，但最近有廠商成功以側照LED技術有限度的依從畫面變化快速地調整光度。

## 發光二極管背光源與冷陰極螢光燈背光源的差異

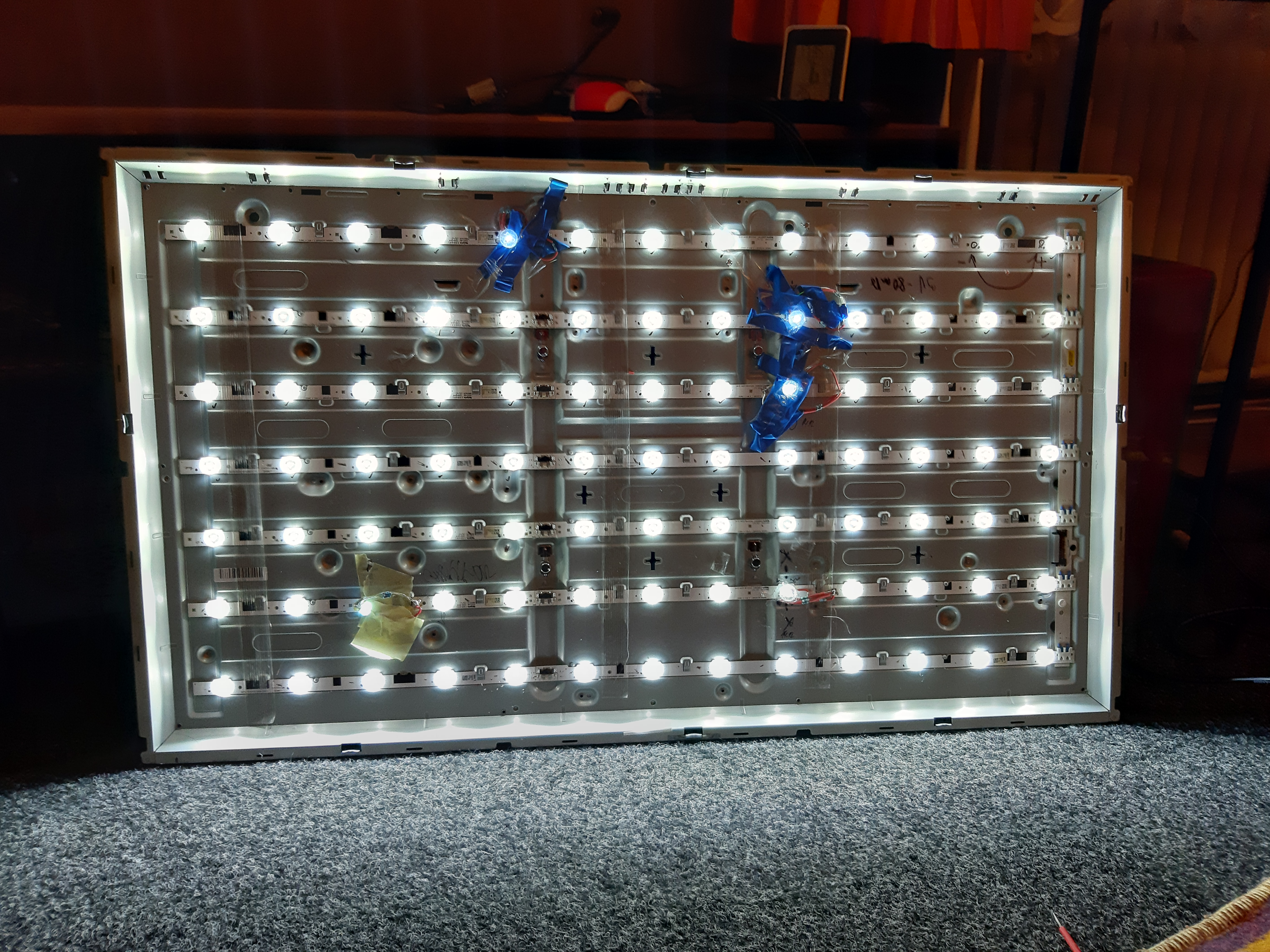
Lay repair of diodes used to illuminate the display at the television. It may look barbaric, but 4 times the TV was fixed so much that the backlight was almost like new.

以往薄膜電晶體液晶顯示器的光源是採用冷陰極螢光燈作背光光源，（如圖2）。兩者的分別在於：
- 發光二極管可以極快速地改變光的強度，因此可以依照局部影像的亮度需求而局部調節背光亮度，因此暗的影像可以更暗，動態對比度可比冷陰極螢光燈高得多。特別是直下式LED背光的，動態對比度的改善更為明顯。
- 採用獨立三原色發光二極管的直下式發光二極管背光擁有較冷陰極螢光燈廣闊的色域。
- 使用發光二極管背光可降低電視機的厚度、體積、重量，側照式發光二極管（edge LED）可達1cm以下。
- 發光二極管背光本身在中低光度較冷陰極螢光燈省電，加上依從劃面圖像動態調暗發光二極管，發光二極管背光可省達20-50%耗電。（如圖3）
- 發光二極管背光的壽命較冷陰極螢光燈長得多。
- 發光二極管背光較冷陰極螢光燈環保。發光二極管背光的重量較輕，在運送時消耗的燃料較少。發光二極管在棄置時較冷陰極螢光燈環保，因為冷陰極螢光燈含有微量水銀。而壽命較長也減少廢物的產生。
- 發光二極管背光生產成本較高。